# Marion County, Indiana
Marion County är ett administrativt område i centrala delen av delstaten Indiana, USA, med 903 393 invånare (2010). Countyts administrativa huvudort Indianapolis är samtidigt huvudstad i Indiana.

## Geografi
Enligt United States Census Bureau har countyt en total area på 1 044 km². 1 026 km² av den arean är land och 18 km² är vatten.   

### Angränsande countyn
- Hamilton County - norr
- Hancock County - öst
- Shelby County - sydost
- Johnson County - söder
- Morgan County - sydväst
- Hendricks County - väst
- Boone County - nordväst

### Större städer
- Beech Grove - 14 900 invånare
- Indianapolis - 792 000
- Lawrence - 39 000
- Speedway - 12 900